# Preben Van Hecke
Preben Van Hecke (Dendermonde, 9 luglio 1982) è un ex ciclista su strada belga, professionista dal 2004 al 2019.

## Palmarès
- 1999 (Juniores)

Liège-La Gleize
- 2003 (Quick Step-Davitamon-Latexco, tre vittorie)

6ª tappa Giro della Repubblica Ceca (Mohelnice > Šternberk)
Omloop Het Volk Under-23
Circuit du Hainaut
- 2004 (Relax, due vittorie)

2ª tappa Ster Elektrotoer (Valkenburg > Valkenburg)
Noord Nederland Tour
- 2006 (Davitamon, una vittoria)

Schaal Sels
- 2012 (Topsport Vlaanderen, una vittoria)

Omloop van het Waasland
- 2013 (Topsport Vlaanderen, due vittorie)

Antwerpse Havenpijl
Grand Prix de la Somme
- 2015 (Topsport Vlaanderen, una vittoria)

Campionati belgi, Prova in linea
- 2016 (Topsport Vlaanderen, una vittoria)

Omloop van het Waasland

### Altri successi
- 2004 (Relax)

Classifica scalatori Ster Elektrotoer
- 2012 (Topsport Vlaanderen)

Classifica scalatori Tour of Slovenia
- 2017 (Topsport Vlaanderen)

Classifica scalatori Tour of Norway
- 2018 (Topsport Vlaanderen)

Classifica scalatori Volta a la Comunitat Valenciana

## Piazzamenti

### Grandi Giri
- Giro d'Italia

2006: 140º
- Vuelta a España

2005: 84º

### Classiche monumento
- Giro delle Fiandre

2004: ritirato
2008: 80º
2009: 25º
2011: 97º
2012: 66º
2013: ritirato
2014: 68º
2015: 108º
2016: 74º
2017: 44º
2018: ritirato
- Parigi-Roubaix

2014: 123º
2016: 31º
2017: 69º
- Liegi-Bastogne-Liegi

2005: 93º
2008: 97º
2009: ritirato
2010: 92º
2011: ritirato
2012: 84º
2013: 147º
2014: 134º
2015: 72º
2016: 87º
2017: ritirato
2018: 86º
- Giro di Lombardia

2006: 79º
2009: ritirato

### Competizioni mondiali
- Campionati del mondo su strada

Plouay 2000 - In linea Juniores: 52º

### Competizioni europee
- Campionati europei

Bergamo 2002 - In linea Under-23: 75º
Atene 2003 - In linea Under-23: 25º